# Cmentarz żydowski w Różanie
Cmentarz żydowski w Różanie – kirkut położony jest w Różanie blisko rzeki Narew, na terenie zwanym Wyjemka. Powstał w drugiej połowie XIX wieku. W czasie II wojny światowej uległ dewastacji. W czasach komunistycznych teren kirkutu upaństwowiono i sprzedano. W 2003 działka cmentarna została kupiona przez Efraima Ben Dora. W 2004 nekropolia została ogrodzona dzięki funduszom zgromadzonym przez Ziomkostwo Żydów Różana w Stanach Zjednoczonych i Izraelu, Fundację Ochrony Dziedzictwa Żydowskiego w Polsce, Fundację Rodziny Nissenbaumów oraz przy wsparciu miasta i gminy Różan.